# John D. Mayer
John D. Mayer es un psicólogo estadounidense de la Universidad de Nuevo Hampshire, especializado en inteligencia emocional y psicología de la personalidad. Ha desarrollado un popular modelo de inteligencia emocional junto con Peter Salovey. Es uno de los autores del test de inteligencia emocional Mayer‐Salovey‐Caruso (TIEMSC). Ha desarrollado un nuevo marco integrado para la psicología de la personalidad conocido como Systems framework for personality psychology. Es autor de La inteligencia personal.
Mayer se licenció en Letras con especialización en escritura creativa y literatura y dramática por la Universidad de Míchigan en 1975 y se doctoró en Psicología por la Universidad Case de la Reserva Occidental en 1982. Fue becario posdoctoral en psicología en la Universidad Stanford de 1983 a 1985.